# Freedom Songs
Le Freedom Songs (Canzoni della libertà) sono le canzoni cantate dai partecipanti del movimento per i diritti civili degli afroamericani. Sono anche chiamati inni dei diritti civili o, nei casi più simili a quelli dei canti, canti dei diritti civili.

## Canzoni della libertà
Le canzoni della libertà sono le canzoni cantate dai partecipanti al Movimento per i diritti civili degli afroamericani. Le canzoni contenevano molti significati per tutti i partecipanti. Le canzoni potevano incarnare la tristezza, la felicità, la gioia o la determinazione tra i molti altri sentimenti. Le canzoni della libertà servivano come strumento di unità nella comunità nera durante il movimento. Le canzoni sono servite anche come mezzo di comunicazione tra i partecipanti quando le parole non erano sufficienti. La canzone We Shall Overcome divenne rapidamente il volto del movimento. Guy Carawan ha insegnato la famosa canzone della libertà durante la primavera del 1960 in un workshop tenutosi a Highlander, rendendo la canzone estremamente popolare all'interno della comunità.
La musica dell'epoca dei diritti civili era cruciale per la vitalità del movimento. La musica trasmetteva sentimenti indescrivibili e il desiderio di un cambiamento radicale in tutta la nazione. La musica ha rafforzato il movimento, aggiungendo diversità alle loro strategie di progressione verso la libertà. La musica ha avuto un grande successo in quanto le canzoni erano dirette e ripetitive, trasmettendo il messaggio in modo chiaro ed efficiente. Le melodie erano semplici con ritornelli ripetuti, che permettevano un facile coinvolgimento nelle comunità sia bianche che nere, favorendo la diffusione del messaggio della canzone. Spesso c'è stato più canto che parola durante le proteste e le dimostrazioni, mostrando quanto fossero potenti le canzoni. Accompagnare coloro che sono venuti a partecipare ai movimenti era vitale, il che sarebbe stato fatto sotto forma di canto. I partecipanti hanno sentito una connessione tra di loro e il loro movimento attraverso le canzoni. Le canzoni sulla libertà sono state spesso utilizzate politicamente per attirare l'attenzione della nazione per affrontare la gravità della segregazione.
Le canzoni erano spesso ispirate alla tradizione cristiana, di solito dai canti. I canti sono stati leggermente modificati per includere una formulazione che riflettesse le proteste per i diritti civili e le situazioni di attualità così come sono state portate fuori dalle chiese e nelle strade. Anche se la maggior parte delle canzoni di libertà derivava da canti, era importante includere canzoni di altri generi. Per accogliere coloro che non erano così religiosi, canzoni rock and roll erano modificate per diventare canzoni di libertà, il che ha permesso ad un numero più ampio di attivisti di partecipare al canto.
In molti casi queste canzoni sono iniziate come gospel o spiritual, le più famose delle quali sono We Shall Overcome, Keep Your Eyes on the Prize, This Little Light of Mine, e Go Tell It on the Mountain.
Nina Simone e altri artisti professionisti sono anche noti per aver scritto o cantato tali canzoni. Due esempi sono:
- Mississippi Goddam, da Nina Simone in Concert (1964).
- To Be Young, Gifted and Black, da Black Gold (1970).

L'attivista Fannie Lou Hamer è nota per aver cantato canzoni durante le marce o altre proteste, in particolare This Little Light of Mine. Zilphia Horton ha anche giocato un ruolo per la conversione degli spiritual in canzoni per i diritti civili.

## Ulteriori canzoni della libertà
Circa un centinaio di canzoni sono state spesso cantate durante le proteste del movimento per i diritti civili durante gli anni '60. Alcune delle più conosciute o più influenti sono:
- A Change Is Gonna Come: Composta ed eseguita da Sam Cooke; 12° nella lista dei 500 migliori brani musicali secondo Rolling Stone.
- Oh, Freedom: uno spiritual che risale ai tempi della schiavitù.[7]
- Ain't Gonna Let Nobody Turn Me 'Round.
- Certainly Lord: basato su uno spiritual.
- Hold On (nota anche come Keep Your Eye On The Prize): basato su uno spiritual.
- I Love Everybody, la canzone più importante del movimento per i diritti civili secondo James Bevel e Andrew Young della Southern Christian Leadership Conference, a volte cantata per un'ora alla volta.
- If You Miss Me at the Back of the Bus: adattata da una composizione di Chico Neblett.
- I'm Gonna Sit at the Welcome Table: adattata da uno spiritual.
- I Woke Up This Mornin': adattata da uno spiritual.
- Lift Ev'ry Voice and Sing: composta da James Weldon Johnson.
- This Little Light of Mine: originariamente uno spiritual, associato a Fannie Lou Hamer.[8]
- We shall not be moved: anche, probabilmente in origine, una canzone sindacale.[9]
- If I Had a Hammer: una canzone sindacale di Pete Seeger e Lee Hays.
- Hymn to Freedom: composta e interpretata da Oscar Peterson.